# Talgje
Talgje est une  île habitée de la commune de Stavanger, dans le comté de Rogaland en Norvège, dans la mer du Nord.

## Description
L'île de 4,1 km2 se trouve au sud de l'île de Finnøy. Elle fait partie du groupe des îles de Finnøy dans le Boknafjord.
Elle est la plus méridionale de l'ancienne municipalité de Finnøy et se trouve directement à l'est de Rennesøy. Sur le côté sud-est de l'île se trouve Talgje Church (en), une église romane en pierre d'environ 1150. Talgje a quelques activités horticoles, avec une culture extensive de tomates en serre.
Talgje est reliée aux îles Finnøy et Rennesøy par le tunnel de Talgje sur la route départementale 4624, un bras latéral du Finnøy Tunnel (en) sur la route départementale 519. De la pointe sud-est de l'île, il y a une liaison par car-ferry avec Tau dans la municipalité de Strand sur le continent et l'île de Fogn.

## Galerie

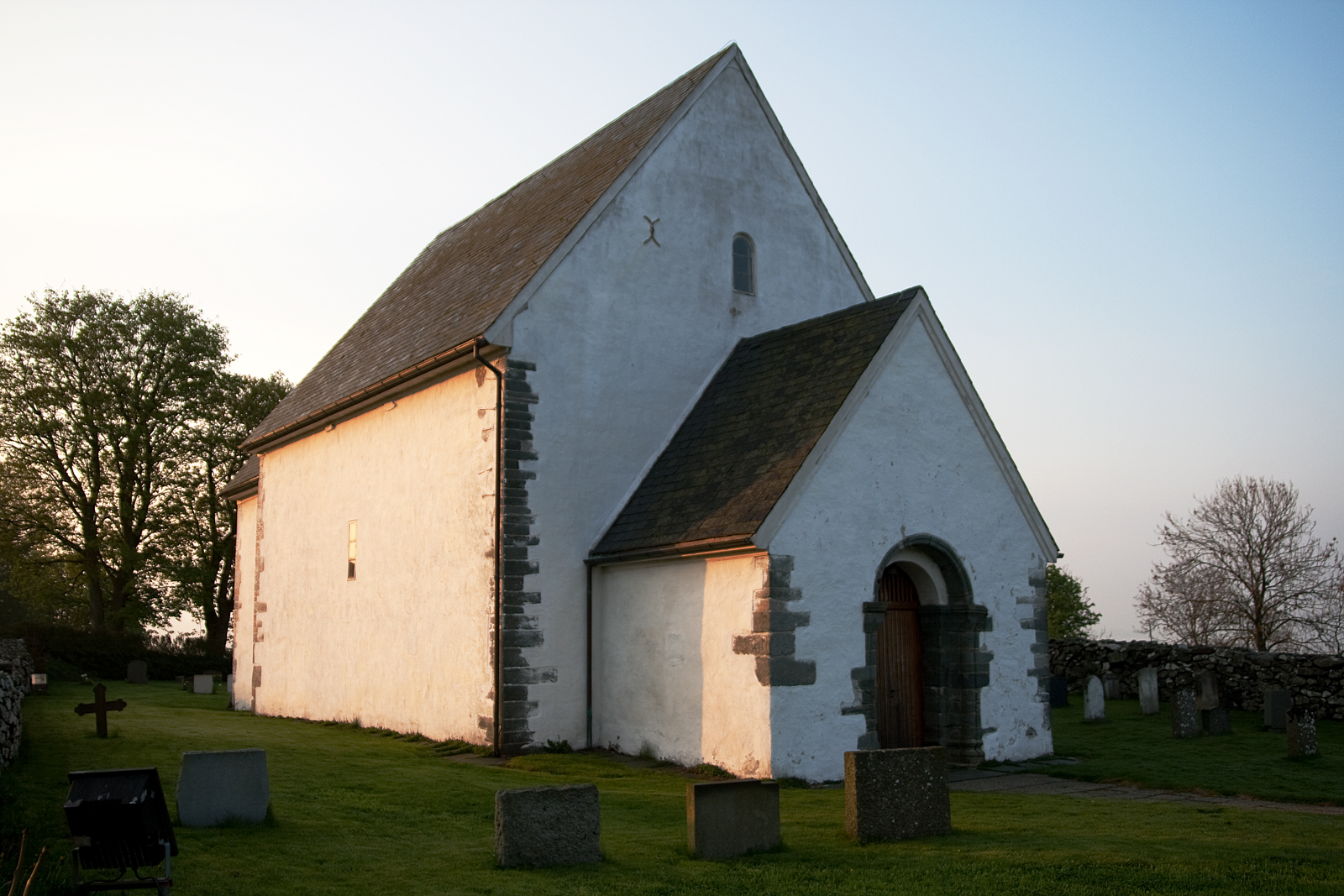
Église de Talgje.